# Orionair
Orionair fue una aerolínea chárter española fundada en 2004 y que quebró en 2008. Tenía su base en Madrid y Valencia.

## Historia
Orionair fue creada en 2004 y operó vuelos tanto domésticos como internacionales en Europa, Túnez y Siria. Su base se encontraba en 
el Aeropuerto de Valencia pero su hub estaba en el  Aeropuerto de Barajas. tenía oficinas tanto en Madrid como en Valencia y formaba parte del grupo TravelPlan.
La aerolínea cesó sus operaciones el 18 de diciembre de 2009.

## Destinos
Antes de terminar su actividad, Orionair operaba sobre todo en Europa, como en Salerno y Bucarest además de en Túnez y en Damasco.

## Flota
La flota de Orionair operaba las siguientes aeronaves:
- 2 BAe 146-300
- 1 Embraer EMB 120 Brasilia